# Nebojša Borojević
Nebojša Borojević (Hrvatska Kostajnica, 2. listopada 1955.) hrvatski je kazališni, televizijski i filmski glumac.

## Filmografija

### Televizijske uloge
- "Kumovi" kao Miljenko Perdić (2024.)
- "Predsjednik" kao Miroslav Krleža (2020.)
- "Najbolje godine kao Mišo Sekulić (2011.)
- "Dome slatki dome" kao Silvio Žalec (2010.)
- "Dolina sunca" kao Hrvoje (2010.)
- "Zakon!" kao Zdenko Kukić (2009.)
- "Mamutica" kao Becali (2008.)
- "Dobre namjere" kao poduzetnik (2007. – 2008.)
- "Zabranjena ljubav" kao Miljenko Perišić (2005. – 2007.)

### Filmske uloge
- "Odredište Nepoznato" kao stariji policajac (2011.)
- "Smash" kao otac (2010.)
- "Ničiji sin" kao izbjeglica (2008.)
- "Zagorka" kao dioničar (2007.)

## Vanjske poveznice
- Nebojša Borojević u internetskoj bazi filmova IMDb-u (engl.)